# Live! (Crush 40のアルバム)
『Live!』（ライブ!）は、2012年10月3日に発売された、Crush 40のライブ・アルバム。

## 内容
2012年3月29日と3月30日に行われたコンサートのオリジナルサウンドトラック。Hardlineの曲「Everything」のカヴァーも含む、合計24曲を演奏した。ただし、このアルバムに収録されたのは19曲で、「Seven Rings in Hand」、「Song of Hope」、「Un-gravitify」、「Fight the Knight」、「Everything」の5曲は収録されなかった。

## 収録曲
1. Sonic Youth (03:56)
（作詞：Johnny Gioeli　作曲・編曲：瀬上純）
EP「Rise Again」より。
2. Free (03:33)
（作詞：Johnny Gioeli　作曲・編曲：瀬上純）
ソニックシリーズサウンドトラック「Break Free」より。
3. His World (03:21)
（作詞：Johnny Gioeli　作曲：大谷智哉　編曲：瀬上純）
このライブバージョンは、最初のラップセクションをスキップし、サビセクションと後のギターソロセクションを演奏した。
アルバム「Super Sonic Songs」より。
4. Sonic Heroes (01:51)
（作詞：Johnny Gioeli　作曲・編曲：瀬上純）
このライブバージョンは、ソニックヒーローズのオープニングバージョンになった。
ソニックシリーズサウンドトラック「Complete Trinity」より。
5. Open Your Heart (03:54)
（作詞：瀬上純 & Takahiro Fukuda　作曲：瀬上純 & 床井健一　編曲：瀬上純）
このライブバージョンは、最初のサビセクションの後でギターソロセクションにスキップし、ソニックアドベンチャーの最終ボス戦バージョンの様子がある。
アルバム「Super Sonic Songs」より。
6. Knight of the Wind (04:31)
（作詞：Johnny Gioeli　作曲・編曲：瀬上純）
このライブバージョンは、最初のサビセクションの後でギターソロセクションにスキップした。
アルバム「Super Sonic Songs」より。
7. I Am...All of Me (04:30)
（作詞：Johnny Gioeli　作曲・編曲：瀬上純）
アルバム「Super Sonic Songs」より。
8. With Me (02:37)
（作詞：Johnny Gioeli　作曲・編曲：瀬上純）
このライブバージョンは、最初のサビセクションの後でギターソロセクションにスキップした。
ソニックシリーズアルバム「Face to Faith」より。
9. Never Turn Back (04:44)
（作詞：Johnny Gioeli　作曲・編曲：瀬上純）
ソニックシリーズアルバム「Lost And Found」より。
10. Fire Woman (05:21)
（作詞：Ian Astbury　作曲：Billy Duffy　編曲：瀬上純）
アルバム「Super Sonic Songs」より。
11. Revvin' Up (03:20)
（作詞：Johnny Gioeli　作曲・編曲：瀬上純）
このライブバージョンは、最初のサビセクションの後でギターソロセクションにスキップした。
アルバム「Crush 40」より。
12. Watch Me Fly... (05:27)
（作詞：Johnny Gioeli　作曲・編曲：瀬上純）
アルバム「Crush 40」より。
13. Into the Wind (03:45)
（作詞：Johnny Gioeli　作曲・編曲：瀬上純）
このライブバージョンは、最初のサビセクションの後でギターソロセクションにスキップした。
アルバム「Crush 40」より。
14. Rise Again (04:24)
（作詞：Johnny Gioeli　作曲・編曲：瀬上純）
EP「Rise Again」より。
15. Sonic Boom (02:36)
（作詞：Spencer Nilsen ＆ Pastiche　作曲：Spencer Nilsen　編曲：Crush 40 ＆ Cash Cash）
ソニックシリーズサウンドトラック「SONIC THE HEDGEHOG CD ORIGINAL SOUNDTRACK 20th Anniversary Edition」より。
16. All Hail Shadow (02:16)
（作詞・作曲：MAGNA-FI　編曲：瀬上純）
このライブバージョンは、最初のサビセクションの後でギターソロセクションにスキップした。
ソニックシリーズアルバム「Several Wills」より。
17. Live & Learn (05:01)
（作詞：Johnny Gioeli　作曲・編曲：瀬上純）
ソニックシリーズアルバム「True Blue」より。
18. One of Those Days (04:32)
（作詞：Johnny Gioeli　作曲・編曲：瀬上純）
EP「Rise Again」より。
19. What I'm Made of... (04:21)
（作詞：Johnny Gioeli　作曲・編曲：瀬上純）
このライブバージョンは、ギターソロセクションの時ジョニーが他のメンバーを簡単的に紹介した。
ソニックシリーズアルバム「True Blue」より。

## ラインナップ
- Johnny Gioeli - ヴォーカル
- 瀬上純 - ギター
- 種子田健 - ベース
- 河村徹 - ドラムス